# Autovia de l'Est
L'Autovia de l'Est o per als valencians, l'Autovia de Madrid, és l'autovia de titularitat estatal que uneix València amb Madrid a través de La Manxa. El seu nom oficial és l'A-3, i és el resultat del desdoblament de la carretera N-III.

## Nomenclatura

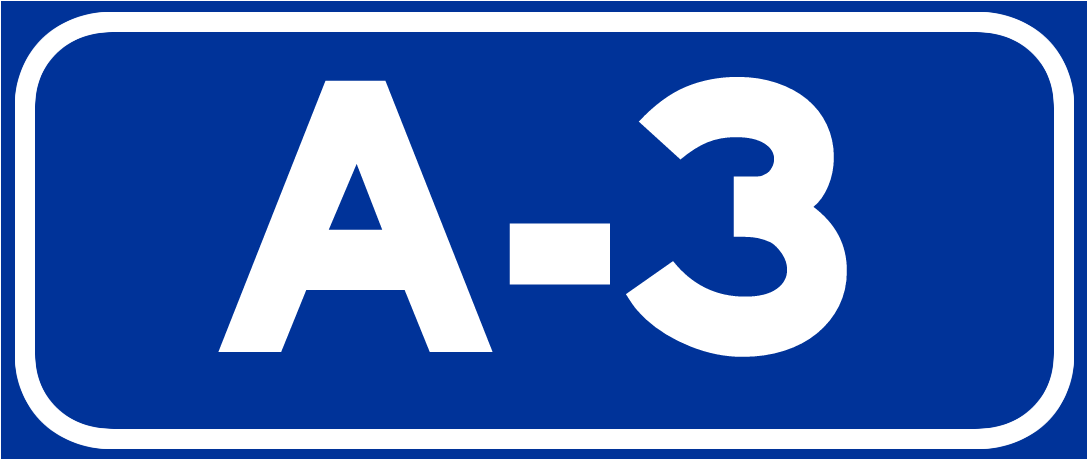
Indicador

L'autovia A-3 és el resultat del desdoblament de la carretera N-III, que forma part de les carreteres radials que ixen des de Madrid. La seua nomenclatura ve, simplement de ser la conversió d'una carretera radial en autovia, formada per la letra A referint-se al fet que és una autovia de titularitat estatal i el 3 que és l'ordre que segueix segons l'ordre d'autovies radials, sent la A-1 Autovia del Nord, Autovia del Nord-est (A2), A-4 la del Sud, A-5 la del Sud-oest i A-6 la del Nord-oest.
A la nomenclatura de la xarxa de carreteres europees s'anomena E-901, que comunica Madrid amb València.

## Història
La A-3 és l'antiga carretera N-III que ha estat desdoblada. La N-III passava per l'avda. de l'Albufera a Madrid, als 80 la A-3 arribava fins al creuament del carrer Real d'Arganda del Rey amb l'actual A-3 a l'altura de Santa Eugenia, quilòmetre 10 de la mateixa autovia. L'any 1995 es va obrir el tram entre Madrid i Honrubia, durant els primers anys dels 90 també es va obrir el desdoblament de la N-III entre València i Bunyol. Al llarg de la dècada dels 90 foren obrint-se diferents trams, fins que fou completada tota l'autovia el 2002.
L'any 2004 es va inaugurar la R-3 una autovia de peatge des de Madrid fins a Arganda del Rey, principalment per a descongestionar el trànsit que entra i eix de Madrid.

## Traçat actual
Comença a València, passant per Xirivella, Quart de Poblet, Manises, Aldaia. Ací enllaça amb l'Autovia del Mediterrani A-7. Continua fins a la frontera amb la Manxa a través de poblacions de la Foia de Bunyol (Xest, Xiva, Bunyol) i la Plana d'Utiel (Requena i Utiel). Passa per Motilla del Palancar i enllaça amb l'Autovia d'Alacant A-31. Travessa els termes de Honrubia, Tarancón, Arganda del Rey, Rivas-Vaciamadrid, fins a Madrid, on enllaça amb les rondes de la M-30, la M-40, la M-45 i la M-50.

### Localitats per on passa l'autovia
- Vallecas
- Vicálvaro
- Rivas-Vaciamadrid
- Arganda del Rey
- Perales de Tajuña
- Villarejo de Salvanés
- Tarancón
- Villarrubio
- Saelices
- Montalbo
- Villares del Saz
- Cervera del Llano
- La Hinojosa
- La Almarcha
- Castillo de Garcimuñoz
- Honrubia
- Cañada Juncosa
- Atalaya del Cañavate
- Tébar
- Motilla del Palancar
- Castillejo de Iniesta
- Graja de Iniesta
- Minglanilla
- Villargordo del Cabriel
- Caudete de las Fuentes
- Utiel
- San Antonio i San Juan
- Requena
- Siete Aguas
- Bunyol
- Xiva
- Xest
- Loriguilla
- Quart de Poblet
- Xirivella
- Mislata

## Trams
| Denominació | Tram              | Estat (2008) | Quilòmetre |
| ----------- | ----------------- | ------------ | ---------- |
| A-3         | Madrid - Honrubia | En servei    | 166        |
| A-3         | Honrubia - Utiel  | En servei    | 110        |
| A-3         | Utiel - València  | En servei    | 82         |

## Eixides
| Element                                               | Nom d'Eixida (sentit València)/Vore de dalt a baix                                               | Número d'Eixida | Nom d'Eixida (sentit Madrid)/Vore de baix a dalt                                                 | Carretera que enllaça                  |
| ----------------------------------------------------- | ------------------------------------------------------------------------------------------------ | --------------- | ------------------------------------------------------------------------------------------------ | -------------------------------------- |
| Autovia                                               | Madrid                                                                                           | Final d'autovia | Madrid                                                                                           |                                        |
| Retencions                                            | Tram amb possibles retencions Pkm 0 a 34 en direcció València                                    | -               | -                                                                                                |                                        |
|                                                       | M-30                                                                                             | 3               | M-30                                                                                             |                                        |
|                                                       | Numancia de la Sagra - Moratalaz - San Antón                                                     | 4               | -                                                                                                |                                        |
|                                                       | A-4A-42 – A-5 – A-6 – M-607                                                                      | 6A              | A-4A-42 – A-5 – A-6 – M-607                                                                      |                                        |
|                                                       | Autovia del Nord-est – Aeroport de Madrid-Barajas – A-1                                          | 6B              | Autovia del Nord-est – Aeroport de Madrid-Barajas – A-1                                          |                                        |
|                                                       | -                                                                                                | 7               | Numancia - Moratalaz - San Antón                                                                 |                                        |
|                                                       | Vallecas                                                                                         | 9               | -                                                                                                |                                        |
|                                                       | Còrdova – Toledo – Badajoz – La Corunya – Saragossa – Burgos                                     | 11              | Còrdova – Toledo – Badajoz – La Corunya – Saragossa – Burgos                                     |                                        |
|                                                       | Còrdova – Toledo – Badajoz – La Corunya – Saragossa – Burgos                                     | 14              | Còrdova – Toledo – Badajoz – La Corunya – Saragossa – Burgos                                     |                                        |
|                                                       | Rivas-Vaciamadrid Oest - Via de Servei                                                           | 18              | Rivas-Vaciamadrid Oest - Via de Servei                                                           |                                        |
| Benzina                                               | Rivas-Vaciamadrid Centre - Via de Servei                                                         | 19              | Rivas-Vaciamadrid Centre - Via de Servei                                                         |                                        |
| Benzina                                               | Rivas-Vaciamadrid Est - Via de Servei                                                            | 20              | Rivas-Vaciamadrid Est - Via de Servei                                                            |                                        |
|                                                       | Soto Pajares – Morata de Tajuña – Chinchón                                                       | 21              | Soto Pajares – Morata de Tajuña – Chinchón                                                       | M-311                                  |
|                                                       | Arganda del Rey – Alcalá de Henares- Campo Real                                                  | 22              | Arganda del Rey – Alcalá de Henares                                                              | M-300                                  |
|                                                       | Arganda del Rey Centre                                                                           | 25              | Arganda del Rey Centre                                                                           |                                        |
|                                                       | Arganda del Rey – Morata de Tajuña                                                               | 28              | Arganda del Rey – Morata de Tajuña                                                               | M-313                                  |
|                                                       | Arganda del Rey – Perales de Tajuña                                                              | 33              | Arganda del Rey – Perales de Tajuña                                                              |                                        |
| Retencions                                            | -                                                                                                | -               | Tram amb possibles retencions, quilòmetres 34 a 0 en direcció Madrid                             |                                        |
|                                                       | -                                                                                                | 34              | Madrid                                                                                           |                                        |
|                                                       | Campo Real- Perales de Tajuña                                                                    | 35              | Campo Real- Perales de Tajuña                                                                    | M-220                                  |
| Benzina                                               | -                                                                                                | 37              | Via de Servei                                                                                    |                                        |
| Benzina · Restaurant                                  | Perales de Tajuña – Valdelaguna – Tielmes                                                        | 41              | Perales de Tajuña – Valdelaguna – Tielmes                                                        | M-302                                  |
| Benzina · Aparcament                                  | Via de Servei                                                                                    | 42              | -                                                                                                |                                        |
| Benzina · Aparcament                                  | Villarejo de Salvanés – Valdelaguna                                                              | 48              | Villarejo de Salvanés – Valdelaguna                                                              | M-316                                  |
|                                                       | -                                                                                                | Sortida         | -                                                                                                | M-404                                  |
|                                                       | Villarejo de Salvanés – Valdaracete                                                              | 50              | Villarejo de Salvanés – Valdaracete                                                              | M-222                                  |
| Benzina · Restaurant · Aparcament                     | Àrea de Servei                                                                                   | Sortida         | Àrea de Servei                                                                                   |                                        |
|                                                       | Valdaracete – Fuentidueña de Tajo                                                                | 59              | Valdaracete – Fuentidueña de Tajo                                                                | M-230                                  |
| Benzina · Restaurant                                  | Fuentidueña de Tajo – Estremera – Villamanrique de Tajo                                          | 62              | Fuentidueña de Tajo – Estremera – Villamanrique de Tajo                                          | M-240 M-326                            |
| Benzina · Restaurant · Aparcament                     | Estremera – Zarza de Tajo                                                                        | 67              | Estremera – Zarza de Tajo                                                                        | M-241 M-328                            |
| Província de Conca - Castella la Manxa                | Província de Conca CASTELLA-LA MANXA                                                             | -               | COMUNITAT DE MADRID                                                                              | Comunitat de Madrid                    |
| Benzina · Restaurant · Aparcament                     | Via de Servei                                                                                    | 70              | Via de Servei                                                                                    |                                        |
|                                                       | Belinchón – Zarza de Tajo                                                                        | 74              | Belinchón – Zarza de Tajo                                                                        |                                        |
| Benzina · Restaurant · Aparcament                     | Via de Servei                                                                                    | 77              | Via de Servei                                                                                    |                                        |
|                                                       | Tarancón – Conca                                                                                 | 79              | -                                                                                                | N-400                                  |
|                                                       | -                                                                                                | 80              | Tarancón – Ocaña – Toledo                                                                        | N-400                                  |
|                                                       | Tarancón – Horcajo de Santiago                                                                   | 82              | -                                                                                                | CM-200                                 |
|                                                       | -                                                                                                | 85              | Tarancón – Conca – Ocaña                                                                         | N-400                                  |
|                                                       | Conca                                                                                            | Sortida         | Conca                                                                                            |                                        |
| Benzina · Restaurant · Aparcament                     | Tribaldos – Uclés                                                                                | 90              | Tribaldos – Uclés                                                                                |                                        |
|                                                       | Villarrubio                                                                                      | 93              | -                                                                                                |                                        |
|                                                       | -                                                                                                | 95              | Villarrubio – Almendros – Torrubia del Campo                                                     |                                        |
|                                                       | Saelices – Uclés                                                                                 | 100             | -                                                                                                |                                        |
|                                                       | Saelices – Carrascosa del Campo – Villamayor de Santiago- Segóbriga                              | 103-104         | Saelices – Carrascosa del Campo – Villamayor de Santiago- Segóbriga                              | CM-310                                 |
| Benzina · Restaurant · Aparcament                     | Via de Servei                                                                                    | 108             | Via de Servei                                                                                    |                                        |
| Benzina                                               | Almonacid del Marquesado – Villas Viejas – El Hito                                               | 111             | Almonacid del Marquesado – Villas Viejas – El Hito                                               |                                        |
|                                                       | Montalbo                                                                                         | 114             | -                                                                                                |                                        |
|                                                       | -                                                                                                | 117             | Montalbo – Palomares del Campo – Villarejo de Fuentes                                            |                                        |
| Benzina · Restaurant · Aparcament                     | -                                                                                                | 121             | Via de Servei                                                                                    |                                        |
| Benzina · Restaurant · Aparcament · Obres             | Zafra de Záncara – Villar de Cañas                                                               | 124             | Zafra de Záncara – Villar de Cañas                                                               |                                        |
|                                                       | Villares del Saz                                                                                 | 130             | -                                                                                                |                                        |
|                                                       | -                                                                                                | 132             | Villares del Saz – Villar de Cañas                                                               |                                        |
| Obres                                                 | -                                                                                                | 133             | Villares del Saz – Villarejo-Periesteban                                                         |                                        |
| Benzina · Restaurant · Aparcament                     | Cervera del Llano – Olivares de Júcar – Belmontejo                                               | 141             | Cervera del Llano – Olivares de Júcar – Belmontejo                                               |                                        |
|                                                       | La Hinojosa – Montalbanejo                                                                       | 147             | -                                                                                                |                                        |
|                                                       | -                                                                                                | 148             | La Hinojosa – Olivares de Júcar                                                                  |                                        |
|                                                       | La Almarcha – Conca – Belmonte – Mota del Cuervo – Alcázar de San Juan                           | 153-154         | La Almarcha – Conca – Belmonte – Mota del Cuervo – Alcázar de San Juan                           | N-420                                  |
|                                                       | -                                                                                                | 155             | La Almarcha                                                                                      |                                        |
|                                                       | Castillo de Garcimuñoz                                                                           | 156             | Castillo de Garcimuñoz                                                                           |                                        |
| Benzina · Restaurant · Aparcament                     | -                                                                                                | 158             | Via de Servei                                                                                    |                                        |
| Benzina · Restaurant · Aparcament                     | Via de Servei                                                                                    | 163             | Via de Servei                                                                                    |                                        |
|                                                       | Honrubia Oest-Embassament d'Alarcón – Alarcón – Motilla del Palancar – València                  | 166             | -                                                                                                | N-III                                  |
|                                                       | Honrubia Sud-Santa María del Campo Rus – San Clemente – Villarrobledo – Manzanares – Ciudad Real | 168             | Honrubia Sud-Santa María del Campo Rus – San Clemente – Villarrobledo – Manzanares – Ciudad Real |                                        |
| Benzina · Restaurant · Aparcament                     | Cañada Juncosa – Atalaya del Cañavate                                                            | 175             | Cañada Juncosa – Atalaya del Cañavate                                                            |                                        |
| Bifurcació                                            | Albacete – La Roda Ciudad Real – Ocaña                                                           | 177             | -                                                                                                | ...                                    |
| Bifurcació                                            | -                                                                                                | 180             | Albacete – La Roda Ciudad Real – Ocaña                                                           | ...                                    |
| Benzina · Restaurant · Aparcament                     | Tébar – Alarcón – El Picazo                                                                      | 186             | Tébar – Alarcón – El Picazo                                                                      |                                        |
|                                                       | Motilla del Palancar – Pozoseco                                                                  | 207             | Motilla del Palancar – Pozoseco                                                                  |                                        |
| Benzina · Restaurant · Aparcament · Obres             | Conca – Albacete – Villanueva de la Jara – Motilla del Palancar                                  | 212             | Conca – Albacete – Villanueva de la Jara – Motilla del Palancar                                  | N-320                                  |
| Benzina · Restaurant · Aparcament                     | Castillejo de Iniesta                                                                            | 224-225         | Castillejo de Iniesta                                                                            |                                        |
|                                                       | Graja de Iniesta – Iniesta                                                                       | 231-232         | Graja de Iniesta – Iniesta                                                                       | CM-311                                 |
|                                                       | Minglanilla – Villalpardo                                                                        | 237-238         | Minglanilla – Villalpardo                                                                        |                                        |
| Benzina · Restaurant · Aparcament                     | Minglanilla – Conca                                                                              | 242             | Minglanilla – Conca                                                                              | CM-211                                 |
| Túnel · Paviment lliscant per gel o neu               | Túnel del rabo de Sartén                                                                         | -               | Túnel del rabo de Sartén                                                                         |                                        |
| Entrada a la Comunitat Valenciana                     | Província de València COMUNITAT VALENCIANA                                                       | -               | Província de Conca CASTELLA-LA MANXA                                                             | Província de Conca - Castella la Manxa |
| Benzina · Restaurant · Aparcament                     | Villargordo del Cabriel- Camporrobles                                                            | 255             | Villargordo del Cabriel- Camporrobles                                                            |                                        |
|                                                       | Fuenterrobles – Jaraguas                                                                         | 261             | Fuenterrobles – Jaraguas                                                                         | CV-475                                 |
| Benzina · Restaurant · Aparcament · Obres             | Caudete de las Fuentes – Venta del Moro                                                          | 266             | Caudete de las Fuentes – Venta del Moro                                                          | CV-465                                 |
| Obres                                                 | Caudete de las Fuentes                                                                           | 270             | Caudete de las Fuentes                                                                           |                                        |
|                                                       | Utiel                                                                                            | 275             | Utiel                                                                                            |                                        |
|                                                       | Terol – Utiel                                                                                    | 278             | Terol – Utiel                                                                                    | N-330                                  |
| Benzina · Restaurant · Aparcament                     | Sant Antoni de Benaixeve – L'Ènova                                                               | 281             | Sant Antoni de Benaixeve -L'Ènova                                                                | N-III                                  |
| Benzina · Restaurant · Aparcament                     | Via de Servei                                                                                    | 283             | Via de Servei                                                                                    |                                        |
|                                                       | Requena Oest-Sant Antoni de Benaixeve                                                            | 285             | Requena Oest-Sant Antoni de Benaixeve                                                            |                                        |
|                                                       | Requena centre-Xera- Vilar dels Oms                                                              | 289             | Requena centre-Xera- Vilar dels Oms                                                              | CV-395                                 |
|                                                       | Requena est Albacete Almansa                                                                     | 291             | Requena est Albacete Almansa                                                                     | N-III N-322 N-330                      |
| Benzina · Restaurant · Aparcament                     | El Rebollar                                                                                      | 297             | El Rebollar                                                                                      |                                        |
|                                                       | El Rebollar                                                                                      | 302             | -                                                                                                | CV-388                                 |
| Benzina · Restaurant · Aparcament                     | Via de Servei                                                                                    | 304             | Via de Servei                                                                                    |                                        |
| Benzina · Restaurant · Aparcament                     | Setaigües – Venta Quemada                                                                        | 306             | Setaigües – Venta Quemada                                                                        |                                        |
|                                                       | -                                                                                                | 311             | Ventamina                                                                                        |                                        |
|                                                       | Bunyol                                                                                           | 319             | -                                                                                                |                                        |
| Benzina · Restaurant · Aparcament                     | -                                                                                                | 322             | Bunyol Polígon Industrial                                                                        |                                        |
|                                                       | Xiva                                                                                             | 323             | Xiva                                                                                             | N-III                                  |
|                                                       | -                                                                                                | 326             | Xiva                                                                                             |                                        |
| Benzina · Restaurant · Aparcament                     | Xest – Xiva – Godelleta                                                                          | 327             | Xest – Xiva – Godelleta                                                                          | CV-50                                  |
|                                                       | Xest                                                                                             | 332             | Xest                                                                                             | CV-278                                 |
| Benzina · Restaurant · Aparcament                     | Circuit de Xest-Urbanitzacions                                                                   | 334             | Circuit de Xest-Urbanitzacions                                                                   |                                        |
| Benzina · Restaurant · Aparcament                     | Godelleta                                                                                        | 337             | Godelleta                                                                                        | CV-424                                 |
|                                                       | Riba-roja de Túria – Loriguilla                                                                  | 339             | Riba-roja de Túria – Loriguilla                                                                  | CV-374                                 |
| Retencions                                            | Tram amb possibles retencions quilòmetres 340 a 352 en direcció a València                       | -               | -                                                                                                |                                        |
| Benzina · Restaurant · Aparcament · Bifurcació        | Castelló de la Plana - Barcelona Alacant - Múrcia                                                | 340             | Castelló de la Plana - Barcelona Alacant - Múrcia                                                | \| \| \|                               |
| Benzina · Restaurant · Aparcament                     | Via de Servei                                                                                    | 341             | Via de Servei                                                                                    |                                        |
| Benzina · Restaurant · Aparcament                     | Polígon Industrial L'Oliveral                                                                    | 342             | Polígon Industrial L'Oliveral                                                                    |                                        |
| Benzina · Restaurant · Hotel · Cafeteria · Aparcament | Aldaia – Torrent                                                                                 | 345             | Aldaia – Torrent                                                                                 |                                        |
| Benzina                                               | Via de Servei                                                                                    | 348             | -                                                                                                |                                        |
|                                                       | Manises – Aeroport de València                                                                   | 349             | Manises – Aeroport de València                                                                   |                                        |
|                                                       | Aldaia – Quart de Poblet                                                                         | 349B            | Aldaia – Quart de Poblet                                                                         |                                        |
| Benzina · Cafeteria                                   | Xirivella – Alacant – Albacete – Port de València                                                | 351             | Xirivella – Aldaia – Torrent                                                                     |                                        |
|                                                       | Castelló de la Plana – Barcelona                                                                 | 352             | Alacant – Albacete – Port de València – Castelló de la Plana – Barcelona                         |                                        |
| Retencions                                            | -                                                                                                | -               | Tram amb possibles retencions Pkm 352 a 340 en direcció a Madrid                                 |                                        |
| Final d'autovia                                       | València                                                                                         | Autovia         | València                                                                                         |                                        |
|                                                       |                                                                                                  |                 |                                                                                                  |                                        |